# Shay Colley
Shaylisha Colley, detta Shay (Brampton, 6 gennaio 1996), è una cestista canadese.
È la cugina di Justine Colley.

## Carriera
Con il Canada ha disputato i Giochi olimpici di Tokyo 2020, due edizioni dei Campionati mondiali (2018, 2022) e quattro dei Campionati americani (2017, 2019, 2021, 2023).